# 8447 Cornejo
8447 Cornejo eller 1974 OE är en asteroid i huvudbältet som upptäcktes den 16 juli 1974 av Félix Aguilar-observatoriet. Den är uppkallad efter Antonio Cornejo.
Den tillhör asteroidgruppen Vesta.